# El Encanto del Cerril
El Encanto del Cerril är en ort i Mexiko.   Den ligger i kommunen Atlixco och delstaten Puebla, i den sydöstra delen av landet, 90 km sydost om huvudstaden Mexico City. El Encanto del Cerril ligger 1 898 meter över havet och antalet invånare är 2 191.
Terrängen runt El Encanto del Cerril är kuperad norrut, men söderut är den platt. Runt El Encanto del Cerril är det ganska tätbefolkat, med 222 invånare per kvadratkilometer. Närmaste större samhälle är Atlixco, 2,9 km söder om El Encanto del Cerril. Omgivningarna runt El Encanto del Cerril är en mosaik av jordbruksmark och naturlig växtlighet.